# Club de Derb Jeunesse d'Orà
El Club de Derb Jeunesse d'Oran (àrab: نادي الدرب الشبيبة لوهران, Nādī ad-Darb ax-Xabība li-Wahrān, ‘Club del Derb Joventut d'Orà’), també anomenat CDJ Oran o CDJ, és un club de futbol algerià de la ciutat d'Orà.
Va ser fundat el 14 d'abril de 1894 per europeus amb el nom Club des Joyeusetés. La secció de futbol es creà el 10 de juliol de 1897. Va ser dissolt el 1962, després de la independència. L'any 1990 fou refundat amb el nom Club de Derb Jeunesse.

## Palmarès
- Lliga d'Orà de futbol:[2]
  - 1913-14, 1929-30, 1930-31, 1933-34, 1936-37, 1937-38, 1938-39, 1941-42

- Lliga d'Orà (FNAFA)
  - 1927-28

- Copa d'Orà (FNAFA)
  - 1926-27, 1927-28, 1928-29

- Campionat de l'Àfrica del Nord francesa de futbol:[3]
  - 1931

- Copa de l'Àfrica del Nord francesa de futbol:[4]
  - 1931, 1933, 1934, 1935